# Caiac canoe la Jocurile Olimpice de vară din 2020
Probele sportive de caiac-canoe la Jocurile Olimpice de vară din 2020 includ probele de slalom, care au avut loc în perioada 25–30 iulie 2021 pe Canoe Slalom Course, iar probele de sprint care au avut loc în perioada 2-7 august 2021 pe Sea Forest Waterway.

## Medaliați

### Slalom
| Probă                | Aur                              | Argint                                  | Bronz                             |
| C-1 masculin detalii | Benjamin Savšek · Slovenia (SLO) | Lukáš Rohan · Cehia (CZE)               | Sideris Tasiadis · Germania (GER) |
| C-1 feminin detalii  | Jessica Fox · Australia (AUS)    | Mallory Franklin · Marea Britanie (GBR) | Andrea Herzog · Germania (GER)    |
| K-1 masculin detalii | Jiří Prskavec · Cehia (CZE)      | Jakub Grigar · Slovacia (SVK)           | Hannes Aigner · Germania (GER)    |
| K-1 feminin detalii  | Ricarda Funk · Germania (GER)    | Maialen Chourraut · Spania (ESP)        | Jessica Fox · Australia (AUS)     |

### Sprint
Masculin
| Probă                       | Aur                                                                   | Aur      | Argint                                                                   | Argint   | Bronz                                                           | Bronz    |
| C-1 1000 m masculin detalii | Isaquias Queiroz · Brazilia (BRA)                                     | 4:04,408 | Liu Hao · China (CHN)                                                    | 4:05,724 | Serghei Tarnovschi · Republica Moldova (MDA)                    | 4:06,069 |
| C-2 1000 m masculin detalii | Serguey Torres · Fernando Jorge · Cuba (CUB)                          | 3:24,995 | Liu Hao · Zheng Pengfei · China (CHN)                                    | 3:25,198 | Sebastian Brendel · Tim Hecker · Germania (GER)                 | 3:25,615 |
| K-1 200 m masculin detalii  | Sándor Tótka · Ungaria (HUN)                                          | 35,035   | Manfredi Rizza · Italia (ITA)                                            | 35,080   | Liam Heath · Marea Britanie (GBR)                               | 35,202   |
| K-1 1000 m masculin detalii | Bálint Kopasz · Ungaria (HUN)                                         | 3:20,643 | Ádám Varga · Ungaria (HUN)                                               | 3:22,431 | Fernando Pimenta · Portugalia (POR)                             | 3:22,478 |
| K-2 1000 m masculin detalii | Noua Zeelandă (NZL) · Lisa Carrington · Caitlin Regal                 | 1:35,785 | Polonia (POL) · Karolina Naja · Anna Puławska                            | 1:36,753 | Ungaria (HUN) · Danuta Kozák · Dóra Bodonyi                     | 1:36,867 |
| K-4 500 m masculin detalii  | Germania · Max Rendschmidt · Ronald Rauhe · Tom Liebscher · Max Lemke | 1:22,219 | Spania · Saúl Craviotto · Marcus Walz · Carlos Arévalo · Rodrigo Germade | 1:22,445 | Slovacia · Samuel Baláž · Denis Myšák · Erik Vlček · Adam Botek | 1:23,534 |

Feminin
| Probă                     | Aur                                                                 | Aur      | Argint                                                                             | Argint   | Bronz                                                                           | Bronz    |
| C-1 200 m feminin detalii | Nevin Harrison · Statele Unite ale Americii (USA)                   | 45,932   | Laurence Vincent-Lapointe · Canada (CAN)                                           | 46,786   | Liudmyla Luzan · Ucraina (UKR)                                                  | 47,034   |
| C-2 500 m feminin detalii | China · Xu Shixiao · Sun Mengya                                     | 1:55,495 | Ucraina · Liudmyla Luzan · Anastasiia Chetverikova                                 | 1:57,499 | Canada · Laurence Vincent Lapointe · Katie Vincent                              | 1:59,041 |
| K-1 200 m feminin detalii | Lisa Carrington · Noua Zeelandă (NZL)                               | 38,120   | Teresa Portela · Spania (ESP)                                                      | 38,883   | Emma Jørgensen · Danemarca (DEN)                                                | 38,901   |
| K-1 500 m feminin detalii | Lisa Carrington · Noua Zeelandă (NZL)                               | 1:51,216 | Tamara Csipes · Ungaria (HUN)                                                      | 1:51,855 | Emma Jørgensen · Danemarca (DEN)                                                | 1:52,773 |
| K-2 500 m feminin detalii | Lisa Carrington · Caitlin Regal · Noua Zeelandă (NZL)               | 1:35,785 | Karolina Naja · Anna Puławska · Polonia (POL)                                      | 1:36,753 | Danuta Kozák · Dóra Bodonyi · Ungaria (HUN)                                     | 1:36,867 |
| K-4 500 m feminin detalii | Ungaria · Danuta Kozák · Tamara Csipes · Anna Kárász · Dóra Bodonyi | 1:35,463 | Belarus · Marharyta Makhneva · Nadzeya Papok · Volha Khudzenka · Maryna Litvinchuk | 1:36,073 | Polonia · Karolina Naja · Anna Puławska · Justyna Iskrzycka · Helena Wiśniewska | 1:36,445 |

## Clasament pe medalii
| Loc   | Țară                       | Aur | Argint | Bronz | Total |
| ----- | -------------------------- | --- | ------ | ----- | ----- |
| 1     | Ungaria                    | 3   | 2      | 1     | 6     |
| 2     | Noua Zeelandă              | 3   | 0      | 0     | 3     |
| 3     | Germania                   | 2   | 1      | 4     | 7     |
| 4     | Australia                  | 2   | 0      | 1     | 3     |
| 5     | Chile                      | 1   | 2      | 0     | 3     |
| 6     | Cehia                      | 1   | 1      | 1     | 3     |
| 7     | Brazilia                   | 1   | 0      | 0     | 1     |
| 7     | Cuba                       | 1   | 0      | 0     | 1     |
| 7     | Slovenia                   | 1   | 0      | 0     | 1     |
| 7     | Statele Unite ale Americii | 1   | 0      | 0     | 1     |
| 11    | Spania                     | 0   | 3      | 0     | 3     |
| 12    | Canada                     | 0   | 1      | 1     | 2     |
| 12    | Marea Britanie             | 0   | 1      | 1     | 2     |
| 12    | Polonia                    | 0   | 1      | 1     | 2     |
| 12    | Slovacia                   | 0   | 1      | 1     | 2     |
| 12    | Ucraina                    | 0   | 1      | 1     | 2     |
| 17    | Belarus                    | 0   | 1      | 0     | 1     |
| 17    | Italia                     | 0   | 1      | 0     | 1     |
| 19    | Danemarca                  | 0   | 0      | 2     | 2     |
| 20    | Republica Moldova          | 0   | 0      | 1     | 1     |
| 20    | Portugalia                 | 0   | 0      | 1     | 1     |
| Total | Total                      | 16  | 16     | 16    | 48    |